# Dario Tanda
Dario Tanda (Deventer, 2 januari 1995) is een Nederlands voetballer die bij voorkeur als middenvelder speelt.

## Carrière
Tanda speelde in de jeugd van DVV Sallandia, Koninklijke UD en Go Ahead Eagles. In 2009 maakte hij de overstap naar de Voetbalacademie FC Twente, waar de jeugd van Go Ahead Eagles ook onderdeel van uitmaakte. In december 2011 tekende hij een driejarig opleidingscontract bij FC Twente.
Tanda maakte van het seizoen 2013/14 deel uit van de selectie van FC Twente. Hiervoor maakte hij in de eerste wedstrijd van het seizoen zijn debuut in de hoofdmacht, thuis tegen RKC Waalwijk (0–0). In de daaropvolgende twee seizoenen speelde hij nog één keer voor de hoofdmacht. De rest van zijn wedstrijden speelde hij voor Jong Twente, dat in 2014/15 debuteerde in de Eerste divisie. Tanda tekende in juni 2015 een contract tot medio 2017 bij Go Ahead Eagles, dat hem transfervrij overnam van Twente. Ruim een maand later gingen club en speler in overleg uit elkaar, naar aanleiding van privé-redenen van Tanda.
Tanda maakte vanaf 1 februari 2016 deel uit van de beloften van PEC Zwolle, waar hij zich op amateurbasis mocht bewijzen. Aan het eind van het seizoen kwam hij tot een akkoord over een contract tot medio 2017 bij de club, met een optie voor nog een jaar. Twee weken daarna tekende hij een contract tot medio 2018 bij Go Ahead Eagles. Hierover ontstond even onenigheid, maar de clubs losten die op 6 juli 2016 onderling op. Twee dagen later zag Tanda zelf niettemin alsnog af van een overgang naar Go Ahead.
Op 19 januari 2017 tekende Tanda, na een stage, een contract voor een halfjaar bij het Deense Vendsyssel FF, op dat moment actief de 1. division. Vanaf juli 2017 sloot Tanda aan bij het Italiaanse SSD Montegiorgio Calcio dat uitkwam in de Eccellenza Marche. Op 5 augustus werd de overeenkomst ontbonden. Na vijf dagen liet hij deze verbintenis vanwege privéomstandigheden ontbinden. Per 27 oktober 2017 liet hij zich overschrijven naar Sportlust Glanerbrug.

### Carrièrestatistieken
| Seizoen                       | Club            | Land            | Competitie      | Competitie | Competitie | Beker | Beker | Internationaal | Internationaal | Overig | Overig | Totaal | Totaal |
| Seizoen                       | Club            | Land            | Competitie      | Wed.       | Dlp.       | Wed.  | Dlp.  | Wed.           | Dlp.           | Wed.   | Dlp.   | Wed.   | Dlp.   |
| ----------------------------- | --------------- | --------------- | --------------- | ---------- | ---------- | ----- | ----- | -------------- | -------------- | ------ | ------ | ------ | ------ |
| 2013/14                       | FC Twente       | Nederland       | Eredivisie      | 2          | 0          | 0     | 0     | –              | –              | –      | –      | 2      | 0      |
| 2013/14                       | Jong FC Twente  | Nederland       | Eerste divisie  | 26         | 0          | 0     | 0     | –              | –              | –      | –      | 26     | 0      |
| 2014/15                       | FC Twente       | Nederland       | Eredivisie      | 0          | 0          | 0     | 0     | –              | –              | –      | –      | 0      | 0      |
| 2014/15                       | Jong FC Twente  | Nederland       | Eerste divisie  | 15         | 1          | 0     | 0     | –              | –              | –      | –      | 15     | 1      |
| 2015/16                       | Go Ahead Eagles | Nederland       | Eerste divisie  | 0          | 0          | 0     | 0     | –              | –              | –      | –      | 0      | 0      |
| 2015/16                       | PEC Zwolle      | Nederland       | Eredivisie      | 3          | 0          | 0     | 0     | –              | –              | 0      | 0      | 3      | 0      |
| 2016/17                       | PEC Zwolle      | Nederland       | Eredivisie      | 0          | 0          | 0     | 0     | –              | –              | 0      | 0      | 0      | 0      |
| Carrière totaal               | Carrière totaal | Carrière totaal | Carrière totaal | 46         | 1          | 0     | 0     | 0              | 0              | 0      | 0      | 46     | 1      |
| Bijgewerkt op 24 januari 2017 |                 |                 |                 |            |            |       |       |                |                |        |        |        |        |

## Interlandcarrière

### Nederland onder 17
Op 28 oktober 2011 debuteerde Tanda voor Nederland –17 in een kwalificatiewedstrijd tegen Letland –17 (4-1).
| Interlands van Dario Tanda  | Interlands van Dario Tanda  | Interlands van Dario Tanda  | Interlands van Dario Tanda  | Interlands van Dario Tanda  | Interlands van Dario Tanda  |
| №                           | Datum                       | Wedstrijd                   | Uitslag                     | Soort Wedstrijd             | Doelpunten                  |
| Als speler bij VA FC Twente | Als speler bij VA FC Twente | Als speler bij VA FC Twente | Als speler bij VA FC Twente | Als speler bij VA FC Twente | Als speler bij VA FC Twente |
| --------------------------- | --------------------------- | --------------------------- | --------------------------- | --------------------------- | --------------------------- |
| 1.                          | 28 oktober 2011             | Letland – Nederland         | 1–4                         | Kwalificatie EK –17         | 0                           |
| 2.                          | 31 oktober 2011             | Nederland – Engeland        | 0–1                         | Kwalificatie EK –17         | 0                           |

### Nederland onder 16
Op 28 oktober 2010 debuteerde Tanda voor Nederland –16 in een vriendschappelijke wedstrijd tegen Portugal –16 (0–1).
| Interlands van Dario Tanda  | Interlands van Dario Tanda  | Interlands van Dario Tanda  | Interlands van Dario Tanda  | Interlands van Dario Tanda  | Interlands van Dario Tanda  |
| №                           | Datum                       | Wedstrijd                   | Uitslag                     | Soort Wedstrijd             | Doelpunten                  |
| Als speler bij VA FC Twente | Als speler bij VA FC Twente | Als speler bij VA FC Twente | Als speler bij VA FC Twente | Als speler bij VA FC Twente | Als speler bij VA FC Twente |
| --------------------------- | --------------------------- | --------------------------- | --------------------------- | --------------------------- | --------------------------- |
| 1.                          | 28 oktober 2010             | Nederland – Portugal        | 0 – 1                       | Vriendschappelijk           | 0                           |
| 2.                          | 30 oktober 2010             | Nederland – Noorwegen       | 1 – 0                       | Vriendschappelijk           | 0                           |

### Nederland onder 15
Op 10 december 2009 debuteerde Tanda voor Nederland –15 in een vriendschappelijke wedstrijd tegen Turkije –15 (2–1).
| Interlands van Dario Tanda  | Interlands van Dario Tanda  | Interlands van Dario Tanda  | Interlands van Dario Tanda  | Interlands van Dario Tanda  | Interlands van Dario Tanda  |
| №                           | Datum                       | Wedstrijd                   | Uitslag                     | Soort Wedstrijd             | Doelpunten                  |
| Als speler bij VA FC Twente | Als speler bij VA FC Twente | Als speler bij VA FC Twente | Als speler bij VA FC Twente | Als speler bij VA FC Twente | Als speler bij VA FC Twente |
| --------------------------- | --------------------------- | --------------------------- | --------------------------- | --------------------------- | --------------------------- |
| 1.                          | 10 december 2009            | Nederland – Turkije         | 2 – 1                       | Vriendschappelijk           | 0                           |
| 2.                          | 17 maart 2010               | België – Nederland          | 2 – 4                       | Vriendschappelijk           | 0                           |
| 3.                          | 13 april 2010               | Nederland – Ierland         | 2 – 0                       | Vriendschappelijk           | 0                           |
| 4.                          | 15 april 2010               | Nederland – Ierland         | 2 – 1                       | Vriendschappelijk           | 0                           |